# 塔兹韦尔 (田纳西州)
塔兹韦尔（Tazewell）位于美国田纳西州东北部，是克莱本县的县治。根据美国2000年人口普查，共有人口2,165人，其中白人占94%、非裔美国人占4.02%。該地名稱來自於前美國參議院臨時院長亨利·塔兹韦尔。